# هیتومی شیرایشی
هیتومی شیرایشی (انگلیسی: Hitomi Shiraishi؛ زاده ۲۵ دسامبر ۱۹۷۱) یک بازیگر پورنوگرافی اهل ژاپن است.